# Edenwold
Edenwold es un pueblo canadiense situado en la provincia de Saskatchewan.

## Superficie
Edenwold tiene una superficie de 0,69 km².

## Demografía
En 2021, tenía 243 habitantes, una densidad poblacional de 350,6 hab./km², y 95 viviendas.